# 김홍신의 작품 목록
다음은 소설가 김홍신의 작품을 모아놓은 문서이다.

## 시집
<한 잎의 사랑>  문학세계사 (2004)

## 장편, 단편소설
<물살>  현대문학 (1975.1)
<본전댁>  현대문학 (1976.2)
<채트리 영감>  현대문학 (1976.5)
<풍선 감방>  월간문학 (1976.12)
<훈수>  현대문학 (1977.1)
<사설세무서>  문학사상 (1977.6)
<대역 인간>  한국문학 (1977.8)
<어두운 여명>  세대 (1978.8)
<가면의 춤>  신동아 (1978.9)
<무죄증명>  문예중앙 (1979.3)
<기차길 옆 오막살이>  뿌리깊은나무 (1979.5)
<인술견학(仁術見學)>  한국문학 (1979.7)
<역벌>  월간문학 (1979.8)
<도둑놈과 도둑님>  평민사 (1980)
<무죄증명>  평민사 (1980)
<해방영장>  금화출판사 (1980)
<부자 사냥>  신동아 (1980.9)
<인간시장(人間市場)>  한국문학 (1980.11)
<수녀와 늑대>  소설문학 (1981.1)
<인간시장>  주간한국 (1981∼1989)
<바람 바람 바람>  행림출판사 (1982)
<난장판>  소설문학 (1982.4∼6)
<하루살이>  현대문학 (1982.5)
<청춘공화국>  행림출판사 (1983)
<대곡(大哭)>  한국문학 (1983)
<또 다른 늪>  행림출판사 (1983)
<여신의 늪>  학원사 (1984)
<우리들의 고해성사>  여학생사 (1984)
<야망의 땅>  소설문학사 (1984)
<파문(破門) 놀이>  행림출판사 (1985)
<가면의 춤>  행림출판사 (1985)
<걸신(乞神)>  소설문학 (1984.9∼1985.2)
<장승과 재물>  소설문학 (1985.11)
<풍객(風客)>  행림출판사 (1986)
<제4계급: 욕망의 나신>  우석출판사 (1986)
<이상한 어른들>  동서문학 (1986.5)
<내륙풍 (1∼5)>  소설문학 (1986.7∼11)
<내륙풍 제3부>  소설문학 (1987.6∼9)
<귀공자>  행림출판사 (1987)
<여자 세상>  우석출판사 (1987)
<갈증 그리고 또 갈증>  소설문학사 (1987)
<허수아비와 벙거지>  현대문학 (1987.9)
<요즘 윗분들>  한겨레 (1987)
<내륙풍(內陸風)>  소설문학사 (1987)
<제4계급: 사랑의 종말>  우석 (1987)
<바람개비>  자유시대사 (1988)
<비틀거리는 도시>  평민사 (1989)
<인간시장(人間市場)> 전20권  행림출판사 (1989)
<벌거숭이들>  실천문학사 (1989)
<동행>  동서문학 (1989.5)
<장보고>  삼성출판사 (1990)
<따뜻한 이별>  청맥 (1990)
<야심>  자유출판사 (1990)
<도시에 갇힌 새>  행림출판사 (1990)
<어머니의 비밀>  민족과문학 (1990.9)
<역마살>  여원출판사 (1991)
<그대 영혼 훔치다>  자유출판사 (1991)
<사랑의 장난>  장편.행림출판사 (1992)
<청춘은 미래를 승부한다>  우석출판사 (1992)
<천둥벌거숭이>  동화서적 (1992)
<신세대는 자유가 있다>  예일 (1994)
<사랑은 죽음보다>  여정 (1994)
<대통령, 정신차리소>  움직이는책 (1995)

## 창작집
<무죄증명>  평민사 (1981)
<수녀와 늑대>  우석출판사 (1983)
<가면(假面)의 춤>  행림출판사 (1985)
<허수아비와 벙거지>  실천문학사 (1987)

## 수필집
<하나님과 쬐그만 악마>  오상출판사 (1983)
<아침에 못한 말>  춘추사 (1984)
<인간수첩>  수레 (1986)
<아직도 그럭저럭 사십니까>  여원 (1990)
<가슴을 열어 사랑을>  행림출판사 (1992)
<흔들려도 너는 세상의 중심에 있다>  청맥출판사 (1994)
<행복과 갈등>  시공사 (1998)

## 컬럼집
<대통령 정신차리소>  움직이는책 (1995)

## 꽁트집
<도둑놈과 도둑님>  평민사 (1980)
<제법 노는 사람들>  행림출판사 (1984)
<요즘 윗분들>  한겨레 (1987)
<좀 봐줘유 씨>  평민사 (1991)

## 중국고전 평역
<수호지(水滸志)> 전10권  대산출판사 (1997)
<삼국지(三國志)> 전10권  바른사 (2005)
<초한지(楚漢誌)> 전7권  아리샘 (2007)

## 논문
<이무영연구>  석사학위논문 (1985)
<1970년대 한국소설에 나타난 산업화양상 연구>  박사학위논문 (1993)